# Persone di nome Benjamin/Calciatori
| Questa pagina contiene informazioni ricavate automaticamente dalle voci biografiche con l'ausilio del template Bio e di un bot. L'aggiornamento è periodico e automatico e ricostruisce completamente la pagina. Se manca una persona in questa lista, sei pregato di non aggiungerla, ma accertati piuttosto che la sua voce biografica contenga il template Bio e che i dati anagrafici siano correttamente compilati. Se il template Bio manca, inseriscilo tu stesso o, in alternativa, metti l'avviso {{tmp\|Bio}} che ne segnala la mancanza. Se i dati riportati sono sbagliati, correggi direttamente la voce biografica; le modifiche saranno visibili in questa lista entro pochi giorni. Per chiarimenti vedi il progetto antroponimi. La lista contiene solo le 116 persone che sono citate nell'enciclopedia e per le quali è stato implementato correttamente il template Bio. Pagina aggiornata al 22 lug 2025. |

Questa è una lista di persone presenti nell'enciclopedia che hanno il nome Benjamin e sono calciatori.

## A(6)
- Ben Alnwick, ex calciatore inglese (Prudhoe, n. 1987)
- Ben Amos, calciatore inglese (Macclesfield, n. 1990)
- Benjamin André, calciatore francese (Nizza, n. 1990)
- Benjamin Angoua, calciatore ivoriano (Anyama, n. 1986)
- Benjamin Asamoah, calciatore ghanese (Accra, n. 1994)
- Benjamin Auer, ex calciatore tedesco (Landau in der Pfalz, n. 1981)

## B(10)
- Benjamin Babati, calciatore ungherese (Zalaegerszeg, n. 1995)
- Benjamin Balázs, calciatore ungherese (Kaposvár, n. 1990)
- Ben Bender, calciatore statunitense (Baltimora, n. 2001)
- Benjamin Bouchouari, calciatore marocchino (Borgerhout, n. 2001)
- Benjamin Boulenger, calciatore francese (Maubeuge, n. 1990)
- Benjamin Bourigeaud, calciatore francese (Calais, n. 1994)
- Ben Brereton, calciatore cileno (Stoke-on-Trent, n. 1999)
- Ben Brewster, ex calciatore statunitense (Newton, n. 1948)
- Ben Burgess, ex calciatore irlandese (Buxton, n. 1981)
- Benjamin Büchel, calciatore liechtensteinese (Ruggell, n. 1989)

## C(6)
- Ben Cabango, calciatore gallese (Cardiff, n. 2000)
- Ben Chilwell, calciatore inglese (Milton Keynes, n. 1996)
- Benjamin Clément, ex calciatore francese (Parigi, n. 1966)
- Benjamin Corgnet, ex calciatore francese (Thionville, n. 1987)
- Benjamin Cremaschi, calciatore statunitense (Miami, n. 2005)
- Benjamin Cupid, calciatore britannico (George Town, n. 1988)

## D(6)
- Benjamin Dahl Hagen, calciatore norvegese (Oslo, n. 1988)
- Ben Davies, calciatore gallese (Neath, n. 1993)
- Ben Davies, calciatore inglese (Barrow-in-Furness, n. 1995)
- Benjamin De Ceulaer, ex calciatore belga (Genk, n. 1983)
- Benjamin Delacourt, calciatore francese (Croix, n. 1985)
- Benjamin Demir, calciatore macedone (Skopje, n. 1996)

## F(2)
- Benjamin Fischer, ex calciatore liechtensteinese (Grabs, n. 1980)
- Benjamin Foster, ex calciatore inglese (Leamington Spa, n. 1983)

## G(9)
- Benjamin Garuccio, calciatore australiano (Adelaide, n. 1995)
- Benjamin Gavanon, ex calciatore francese (Marsiglia, n. 1980)
- Benjamin Genton, ex calciatore francese (Parigi, n. 1980)
- Ben Gibson, calciatore inglese (Nunthorpe, n. 1993)
- Benjamin Girth, calciatore tedesco (Magdeburgo, n. 1992)
- Ben Godfrey, calciatore inglese-giamaicano (York, n. 1998)
- Benjamin Goller, calciatore tedesco (Reutlingen, n. 1999)
- Benjamin Lawrence Gordon, calciatore inglese (Bradford, n. 1991)
- Benjamin Gorka, ex calciatore tedesco (Mannheim, n. 1984)

## H(4)
- Ben Heneghan, calciatore inglese (Manchester, n. 1993)
- Benjamin Henrichs, calciatore tedesco (Bocholt, n. 1997)
- Ben Hutchinson, ex calciatore inglese (Nottingham, n. 1987)
- Benjamin Hübner, ex calciatore tedesco (Wiesbaden, n. 1989)

## J(2)
- Benjamin Jeannot, ex calciatore francese (Laxou, n. 1992)
- Ben Johnson, calciatore inglese (Waltham Forest, n. 2000)

## K(9)
- Ben Kantarovski, ex calciatore australiano (Newcastle, n. 1992)
- Benjamin Kessel, ex calciatore tedesco (Bad Kreuznach, n. 1987)
- Benjamin Kibebe, ex calciatore etiope (Addis Abeba, n. 1981)
- Benjamin Kikanovic, calciatore statunitense (San Jose, n. 2000)
- Benjamin Köhler, ex calciatore tedesco (Berlino, n. 1980)
- Benjamin Kololli, calciatore svizzero (Aigle, n. 1992)
- Ben Lhassine Kone, calciatore ivoriano (Abidjan, n. 2000)
- Benjamin Kuku, calciatore nigeriano (Jos, n. 1995)
- Benjamin Källman, calciatore finlandese (Ekenäs, n. 1998)

## L(6)
- Benjamin Lambot, calciatore belga (Etterbeek, n. 1987)
- Benjamin Lauth, ex calciatore tedesco (Hausham, n. 1981)
- Benjamin Lecomte, calciatore francese (Parigi, n. 1991)
- Benjamin Leroy, calciatore francese (Cucq, n. 1989)
- Benjamin Longue, calciatore francese (Numea, n. 1980)
- Benjamin Lüthi, ex calciatore svizzero (Thun, n. 1988)

## M(9)
- Benjamín Maldonado, calciatore boliviano (n. 1928)
- Benjamin Markuš, calciatore sloveno (n. 2001)
- Benjamin Massing, calciatore camerunese (Édéa, n. 1962 - Édéa, † 2017)
- Benjamin Mbunga Kimpioka, calciatore svedese (Uppsala, n. 2000)
- Ben Mee, calciatore inglese (Sale, n. 1989)
- Benjamin Mendy, calciatore francese (Longjumeau, n. 1994)
- Benjamin Mokulu, calciatore belga (Bruxelles, n. 1989)
- Benjamin Morel, ex calciatore francese (Caen, n. 1987)
- Benjamin Moukandjo, ex calciatore camerunese (Douala, n. 1988)

## N(2)
- Benjamin Nivet, ex calciatore francese (Chartres, n. 1977)
- Ben Elliott, calciatore camerunese (Kingston upon Thames, n. 2002)

## O(3)
- Ben Old, calciatore neozelandese (Auckland, n. 2002)
- Benjamin Onwuachi, ex calciatore nigeriano (Lagos, n. 1984)
- Ben Osborn, calciatore inglese (Derby, n. 1994)

## P(4)
- Benjamin Pavard, calciatore francese (Maubeuge, n. 1996)
- Ben Pearson, calciatore inglese (Oldham, n. 1995)
- Benjamin Pranter, ex calciatore austriaco (Völs, n. 1989)
- Benjamin Psaume, calciatore francese (Auch, n. 1985)

## S(9)
- Benjamin Santelli, calciatore francese (Bastia, n. 1991)
- Ben Sheaf, calciatore inglese (Eynsford, n. 1998)
- Benjamin Siegrist, calciatore svizzero (Therwil, n. 1992)
- Ben Sigmund, ex calciatore neozelandese (Blenheim, n. 1981)
- Benjamin Stambouli, calciatore francese (Marsiglia, n. 1990)
- Benjamin Hvidt, calciatore danese (n. 2000)
- Benjamin Stokke, calciatore norvegese (Oslo, n. 1990)
- Benjamin Sulimani, calciatore austriaco (Wels, n. 1988)
- Ben Sweat, ex calciatore statunitense (Palm Harbor, n. 1991)

## T(10)
- Benjamin Tahirović, calciatore svedese (Spånga-Tensta, n. 2003)
- Benjamin Tanimu, calciatore nigeriano (Benin City, n. 2002)
- Benjamin Tatar, calciatore bosniaco (Sarajevo, n. 1994)
- Benjamin Tetteh, calciatore ghanese (Accra, n. 1997)
- Ben Thatcher, ex calciatore inglese (Swindon, n. 1975)
- Sorba Thomas, calciatore gallese (Newham, n. 1999)
- Ben Thornley, ex calciatore inglese (Bury, n. 1975)
- Benjamin Tiedemann Hansen, calciatore danese (Bogense, n. 1994)
- Ben Tilney, calciatore inglese (Luton, n. 1997)
- Benjamin Totori, calciatore salomonese (Honiara, n. 1986)

## V(5)
- Benjamin Van Durmen, calciatore belga (Tournai, n. 1997)
- Benjamin Verbič, calciatore sloveno (Celje, n. 1993)
- Benjamin Vogt, calciatore liechtensteinese (n. 1999)
- Benjamin Vomáčka, ex calciatore ceco (Liberec, n. 1978)
- Benjamin van Leer, ex calciatore olandese (Houten, n. 1992)

## W(9)
- Ben Waine, calciatore neozelandese (Wellington, n. 2001)
- Ben Watson, ex calciatore inglese (Londra, n. 1985)
- Ben White, calciatore inglese (Poole, n. 1997)
- Benjamin Whiteman, calciatore inglese (Rochdale, n. 1996)
- Ben Wiles, calciatore inglese (Rotherham, n. 1999)
- Ben Williams, ex calciatore inglese (Manchester, n. 1982)
- Ben Wilmot, calciatore inglese (Stevenage, n. 1999)
- Benjamin Woodburn, calciatore gallese (Chester, n. 1999)
- Benjamin Wright, ex calciatore inglese (Münster, n. 1980)

## Z(3)
- Benjamín Zarandona, ex calciatore spagnolo (Valladolid, n. 1976)
- Benjamin Zulu, calciatore e giocatore di calcio a 5 zimbabwese (n. 1968 - † 2006)
- Benjamin Zé Ondo, ex calciatore gabonese (Bitam, n. 1987)

## Č(1)
- Benjamin Čolić, calciatore bosniaco (Sarajevo, n. 1991)

## Š(1)
- Benjamin Šeško, calciatore sloveno (Radeče, n. 2003)